# Persone di nome Henry/Nobili
| Questa pagina contiene informazioni ricavate automaticamente dalle voci biografiche con l'ausilio del template Bio e di un bot. L'aggiornamento è periodico e automatico e ricostruisce completamente la pagina. Se manca una persona in questa lista, sei pregato di non aggiungerla, ma accertati piuttosto che la sua voce biografica contenga il template Bio e che i dati anagrafici siano correttamente compilati. Se il template Bio manca, inseriscilo tu stesso o, in alternativa, metti l'avviso {{tmp\|Bio}} che ne segnala la mancanza. Se i dati riportati sono sbagliati, correggi direttamente la voce biografica; le modifiche saranno visibili in questa lista entro pochi giorni. Per chiarimenti vedi il progetto antroponimi. La lista contiene solo le 110 persone che sono citate nell'enciclopedia e per le quali è stato implementato correttamente il template Bio. Pagina aggiornata al 22 lug 2025. |

Questa è una lista di persone presenti nell'enciclopedia che hanno il nome Henry e sono nobili.

## A(1)
- Henry Arundell, III barone Arundell di Wardour, nobile e politico inglese (Londra, n. 1607 - Breamore, † 1694)

## B(4)
- Henry de Beaumont, V conte di Warwick, nobile britannico (n. 1192 - † 1229)
- Henry Brandon, I conte di Lincoln, nobile britannico (Londra, n. 1523 - Southwark, † 1534)
- Henry Browne, V visconte Montagu, nobile inglese (Walsingham, n. 1642 - Epsom, † 1717)
- Henry Bruce, II barone Aberdare, nobile e ufficiale inglese (Glamorgan, n. 1851 - Londra, † 1929)

## C(7)
- Henry Carey, I barone Hunsdon, nobile britannico (Hengrave, n. 1525 - Westminster, † 1596)
- Henry Cecil, I marchese di Exeter, nobile e politico inglese (Bruxelles, n. 1754 - † 1804)
- Henry Clifford, II conte di Cumberland, nobile britannico (n. 1517 - † 1570)
- Henry Conyngham, I marchese di Conyngham, nobile e politico britannico (Londra, n. 1766 - Londra, † 1832)
- Henry Courtenay, I marchese di Exeter, nobile britannico (Tower Hill, † 1538)
- Henry Cubitt, II barone Ashcombe, nobile e politico inglese (Stowmarket, n. 1867 - Surrey, † 1947)
- Henry Cubitt, IV barone Ashcombe, nobile inglese (Marylebone, n. 1924 - † 2013)

## D(4)
- Henry de Beaumont, I conte di Warwick, nobile (n. 1048 - Les Préaux, † 1119)
- Henry de Bohun, I conte di Hereford, nobile e cavaliere medievale inglese (Egitto, † 1220)
- Henry de Hastings, nobile inglese († 1268)
- Henry de Percy, I barone Percy, nobile britannico (Sussex, n. 1273 - † 1314)

## E(1)
- Henry Eliot, V conte di St. Germans, nobile inglese (Londra, n. 1835 - Port Eliot, † 1911)

## F(12)
- Henry Fairfax, IV lord Fairfax di Cameron, nobile scozzese (n. 1631 - † 1688)
- Henry Finch-Hatton, XIII conte di Winchilsea, nobile inglese (n. 1852 - Londra, † 1927)
- Henry FitzAlan, XIX conte di Arundel, nobile inglese (Arundel, n. 1512 - † 1580)
- Henry FitzRoy, I duca di Grafton, nobile e generale britannico (n. 1663 - † 1690)
- Henry FitzRoy, I duca di Richmond e Somerset, nobile inglese (Blackmore, n. 1519 - Thetford, † 1536)
- Henry Fitzalan-Howard, XV duca di Norfolk, nobile e politico inglese (n. 1847 - † 1917)
- Henry Fitzalan-Howard, XIV duca di Norfolk, nobile e politico inglese (n. 1815 - † 1860)
- Henry Howard, XIII duca di Norfolk, nobile e politico inglese (n. 1791 - † 1856)
- Henry Fox-Strangways, II conte di Ilchester, nobile e politico inglese (n. 1747 - † 1802)
- Henry Fox-Strangways, III conte di Ilchester, nobile e politico inglese (n. 1787 - Melbury House, † 1858)
- Henry Fox-Strangways, V conte di Ilchester, nobile e politico inglese (n. 1847 - † 1905)
- Henry FitzRoy, V duca di Grafton, nobile e politico britannico (Southill, n. 1790 - Potterspury, † 1863)

## G(8)
- Henry Greffulhe, nobile e politico francese (Parigi, n. 1848 - Parigi, † 1932)
- Henry Grey, I conte di Stamford, nobile e militare inglese (n. 1599 - † 1673)
- Henry Grey, I barone Grey di Groby, nobile inglese (n. 1547 - Bradgate Park, † 1614)
- Henry Grey, IV conte di Kent, nobile inglese (n. 1495 - † 1562)
- Henry Grey, VI conte di Kent, nobile inglese (Silsoe, n. 1541 - Silsoe, † 1615)
- Henry Grey, VIII conte di Kent, nobile e politico inglese (Blunham, n. 1583 - Londra, † 1639)
- Henry Grey, X conte di Kent, nobile e politico inglese (Burbage, n. 1594 - Burbage, † 1651)
- Henry Grey, I duca di Kent, nobile e politico inglese (Kent, n. 1671 - Londra, † 1740)

## H(32)
- Henry Lascelles, IV conte di Harewood, nobile inglese (n. 1824 - † 1892)
- Henry Hastings, III conte di Huntingdon, nobile inglese (Ashby-de-la-Zouch, n. 1536 - † 1595)
- Henry Hastings, V conte di Huntingdon, nobile inglese (Ashby-de-la-Zouch, n. 1586 - † 1643)
- Henry Crichton, VI conte di Erne, nobile irlandese (n. 1937 - † 2015)
- Henry Gage, VI visconte Gage, nobile irlandese (n. 1895 - † 1982)
- Henry, duca di Sussex, nobile e militare britannico (Londra, n. 1984)
- Henry Herbert, I conte di Carnarvon, nobile e politico britannico (n. 1741 - † 1811)
- Henry Herbert, II conte di Carnarvon, nobile, politico e militare britannico (Londra, n. 1772 - Londra, † 1833)
- Henry Herbert, II conte di Pembroke, nobile e politico inglese (n. 1539 - Wilton, † 1601)
- Henry Herbert, IV conte di Carnarvon, nobile e politico britannico (Londra, n. 1831 - Londra, † 1890)
- Henry Herbert, III conte di Carnarvon, nobile e politico inglese (Londra, n. 1800 - Pusey, † 1849)
- Henry Herbert, IX conte di Pembroke, nobile e architetto inglese (n. 1693 - Pembroke House, † 1750)
- Henry Herbert, X conte di Pembroke, nobile e generale inglese (n. 1734 - Wilton, † 1794)
- Henry Herbert, VII conte di Carnarvon, nobile inglese (Londra, n. 1924 - Winchester, † 2001)
- Henry Herbert, VI conte di Carnarvon, nobile inglese (n. 1898 - † 1987)
- Henry Holland, III duca di Exeter, nobile inglese (n. 1430 - † 1475)
- Henry Howard, conte di Surrey, nobile, politico e poeta inglese (Hunsdon, n. 1517 - Londra, † 1547)
- Henry Howard, I conte di Northampton, nobile britannico (Shotesham, n. 1540 - Londra, † 1614)
- Henry Howard, VI duca di Norfolk, nobile e militare inglese (n. 1628 - † 1684)
- Henry Howard, XXII conte di Arundel, nobile inglese (n. 1608 - Arundel, † 1652)
- Henry Howard, IV conte di Carlisle, nobile e politico britannico (n. 1694 - Castle Howard, † 1758)
- Henry Howard, XII conte di Suffolk, nobile e politico inglese (n. 1739 - † 1779)
- Henry Howard, V conte di Suffolk, nobile inglese (n. 1627 - † 1709)
- Henry Howard, VI conte di Suffolk, nobile e politico inglese (Londra, n. 1670 - † 1718)
- Henry Howard, X conte di Suffolk, nobile britannico (n. 1706 - † 1745)
- Henry Howard, XI conte di Suffolk, nobile e politico inglese (n. 1686 - † 1757)
- Henry Howard, XIII conte di Suffolk, nobile britannico (n. 1779 - † 1779)
- Henry Howard, XVIII conte di Suffolk, nobile e politico britannico (n. 1833 - † 1898)
- Henry Howard, XIX conte di Suffolk, nobile e militare britannico (n. 1877 - † 1917)
- Henry Howard, II conte di Effingham, nobile, politico e militare britannico (n. 1806 - † 1889)
- Henry Howard, III conte di Effingham, nobile, politico e militare britannico (n. 1837 - † 1898)
- Henry Howard, IV conte di Effingham, nobile e politico britannico (n. 1866 - † 1927)

## I(1)
- Henry Innes-Ker, VIII duca di Roxburghe, nobile scozzese (n. 1876 - † 1932)

## L(2)
- Henry Lascelles, II conte di Harewood, nobile e politico inglese (Yorkshire, n. 1767 - Yorkshire, † 1841)
- Henry Lascelles, VI conte di Harewood, nobile e ufficiale britannico (Londra, n. 1882 - Harewood, † 1947)

## M(3)
- Henry Manners, II conte di Rutland, nobile inglese (n. 1526 - Bottesford, † 1563)
- John Manners, IV conte di Rutland, nobile inglese (n. 1559 - † 1588)
- Henry Mordaunt, II conte di Peterborough, nobile e militare britannico (n. 1621 - † 1697)

## N(1)
- Henry Neville, II conte di Abergavenny, nobile inglese (n. 1755 - Eridge Green, † 1843)

## P(9)
- Henry Paget, I conte di Uxbridge, nobile britannico (Llanddaniel Fab, n. 1744 - Londra, † 1812)
- Henry Paget, II marchese di Anglesey, nobile e politico britannico (n. 1797 - Beaudesert, † 1869)
- Henry Paget, V marchese di Anglesey, nobile britannico (Parigi, n. 1875 - Monte Carlo, † 1905)
- Henry Pelham, III conte di Chichester, nobile e ufficiale inglese (Londra, n. 1804 - Lewes, † 1886)
- Henry Pelham-Clinton, II duca di Newcastle, nobile inglese (Londra, n. 1720 - Westminster, † 1794)
- Henry Percy, III conte di Northumberland, nobile britannico (Leconfield, n. 1421 - Towton, † 1461)
- Henry Percy, IV conte di Northumberland, nobile britannico (Leconfield, n. 1449 - South Kilvington, † 1489)
- Henry Percy, barone Percy di Alnwick, nobile, politico e generale inglese († 1659)
- Henry Petty-FitzMaurice, IV marchese di Lansdowne, nobile e politico inglese (Londra, n. 1816 - Londra, † 1866)

## R(1)
- Henry Rich, I conte di Holland, nobile, militare e politico inglese (n. 1590 - Londra, † 1649)

## S(20)
- Henry Scrope di Masham, nobile britannico (Southampton, † 1415)
- Henry Seymour, lord Beauchamp, nobile inglese (n. 1626 - † 1654)
- Henry Seymour, nobile inglese (Wulfhall, n. 1503 - Winchester, † 1578)
- Henry Sidney, I conte di Romney, nobile e politico inglese (Parigi, n. 1641 - Londra, † 1704)
- Henry Sinclair I, conte delle Orcadi, nobile norvegese
- Henry II Sinclair, conte delle Orcadi, nobile scozzese († 1420)
- Arthur Somerset, nobile britannico (Mitchel Troy, n. 1851 - Hyères, † 1926)
- Henry Somerset, I duca di Beaufort, nobile inglese (Raglan, n. 1629 - Badminton, † 1700)
- Henry Somerset, II conte di Worcester, nobile inglese (n. 1496 - † 1549)
- Henry Somerset, I marchese di Worcester, nobile inglese (n. 1590 - † 1646)
- Henry Somerset, II duca di Beaufort, nobile e politico inglese (Monmouth, n. 1684 - Badminton, † 1714)
- Henry Somerset, V duca di Beaufort, nobile inglese (Londra, n. 1744 - Badminton, † 1803)
- Henry FitzRoy Somerset, X duca di Beaufort, nobile inglese (Hamilton, n. 1900 - Badminton, † 1984)
- Henry John Spencer, nobile e diplomatico britannico (n. 1770 - † 1795)
- Henry Stafford, nobile inglese (n. 1425 - † 1471)
- Henry Stafford, III conte di Wiltshire, nobile inglese (n. 1479 - † 1523)
- Henry Stafford, I barone Stafford, nobile inglese (Penshurst, n. 1501 - Caus Castle, † 1563)
- Henry Stafford, II barone Stafford, nobile inglese (Isleworth, n. 1527 - Castello di Stafford, † 1565)
- Henry Stanhope, lord Stanhope, nobile e politico inglese (n. 1606 - St Martin-in-the-Fields, † 1634)
- Henry Stanley, IV conte di Derby, nobile inglese (Lathom, n. 1531 - † 1593)

## W(4)
- Henry Wellesley, III duca di Wellington, nobile inglese (Apsley House, n. 1846 - Strathfield Saye House, † 1900)
- Henry Wellesley, VI duca di Wellington, nobile e militare inglese (Londra, n. 1912 - Salerno, † 1943)
- Henry Wellesley, I barone Cowley, nobile, politico e ambasciatore britannico (n. 1773 - Parigi, † 1847)
- Henry, duca di Gloucester, nobile britannico (Sandringham, n. 1900 - Oundle, † 1974)